# Džep (gmina Vladičin Han)
Džep (cyr. Џеп) – wieś w Serbii, w okręgu pczyńskim, w gminie Vladičin Han. W 2011 roku liczyła 182 mieszkańców.